# Olga Luzardo
Olga Luzardo, född 1916, död 2016, var en venezulansk feminist.
Hon tillhörde pionjärerna för kvinnorörelsen i Venezuela. Hon är känd för sin kampanj för rösträtt för kvinnor. Hon var en av grundarna av Agrupación Cultural Femenina 1935. 